# Solange Turenne
Delphine Jeanne Marie Solange Auzias-Turenne dite Solange Turenne, née le 28 janvier 1927 dans le 9e arrondissement de Paris et morte le 2 janvier 2015 à Garches, est une actrice française.

## Biographie
Fille de Jean Auzias-Turenne dit Jean A. Turenne (1897-1974) metteur en scène, directeur de théâtre et producteur de cinéma, Solange Turenne débuta à l'âge de dix ans au cinéma dans Claudine à l'école de Serge de Poligny et au théâtre dans Les Mauvais Anges de Georges Vanderic d'après Emily Brontë au théâtre des Deux-Masques que dirigeait son père à l'époque.
Elle interpréta des rôles de fillettes puis de jeunes filles jusqu'en 1949, date à laquelle elle abandonne les scènes de théâtre et les plateaux de cinéma pour devenir galeriste, éditrice d'art et commissaire d'exposition sous le nom de Solange Auzias de Turenne.

## Filmographie
sous le nom de Solange Turenne
- 1937 : Claudine à l'école de Serge de Poligny : Luce

sous le nom de Solange de Turenne
- 1939 : Thérèse Martin de Maurice de Canonge : Pauline Martin (petite)
- 1939 : Le Veau gras de Serge de Poligny : la petite fille
- 1939 : Jeunes Filles en détresse de Georg-Wilhelm Pabst
- 1940 : Brazza ou l'Épopée du Congo de Léon Poirier
- 1948 : Halte... Police ! de Jacques Séverac : la secrétaire
- 1949 : La vie est un rêve de Jacques Séverac : Sylvette

## Théâtre
- 1937 : Les Mauvais Anges, pièce en trois actes et cinq tableaux de Georges Vandéric d'après le roman Les Hauts de Hurlevent d'Emily Brontë, mise en scène de Jean Servais au théâtre des Deux-Masques (13 octobre)
- 1938 : Anniversaire, pièce en un acte de Nora Jonuxi et Jean Bagatelle, au théâtre des Deux-Masques (26 mars)